# 松永晋一
松永 晋一（まつなが しんいち、1927年12月19日 - 2004年7月3日）は、日本の牧師、神学者。

## 経歴
佐賀県出身。1954年関西学院大学神学部卒、1956年同大学院神学研究科修士課程修了、同助手、1959年受洗、1960年日本基督教団大阪相川教会牧師、1966年聖和女子大学専任講師、1967年助教授、1970年教授。1973年「からだと倫理」で関西学院大学神学博士。1981年聖和大学学長。1998年福岡女学院大学教授、名誉教授。

## 著書
- 『生きる道』（新教出版社） 1976年
- 『からだと倫理』（新教出版社、現代神学双書） 1976年
- 『人は何によって生きるか』（新教出版社、新教新書） 1983年
- 『テサロニケ人への手紙』（日本基督教団出版局） 1995年
- 『からだの救い 第一コリント書を中心にして』（新教出版社） 2001年
- 『新しく生きる道』（新教出版社） 2003年

### 共著
- 『総説新約聖書』（荒井献, 川島貞雄, 川村輝典, 中村和夫, 橋本滋男共著、日本基督教団出版局） 1981年

## 論文
- <松永晋一